# Llywelyn le Grand
Pour les articles homonymes, voir Llewelyn et Llywelyn.
Llywelyn ab Iorwerth (parfois orthographié Llewelyn, ou en vieux français Léolin, 1173 ? – 11 avril 1240) était un roi de Gwynedd et d'une bonne partie du Pays de Galles. Il est aussi connu sous le nom de Llywelyn Fawr (« le Grand »).
Bien qu'on lui attribue souvent le titre de « Prince de Galles » et qu'il aurait utilisé le titre de « Prince de toutes les Galles du Nord » (tocius norwallie princeps ou princeps Norwalliæ), son titre officiel était « Prince d'Aberffraw et Seigneur de Snowdonie », le premier véritable prince de Galles étant son fils, Dafydd.

## Débuts
Llywelyn naquit en 1173, probablement à Dolwyddelan. Il était le petit-fils d'Owain Gwynedd. On ne sait presque rien de son père, Iorwerth Drwyndwn qui a pu mourir quand Llywelyn était encore enfant. Sa mère était Margaret, la fille de Madog ap Maredudd, prince de Powys. Le Gwynedd était régenté par ses oncles, Dafydd et Rhodri, mais en 1188, Llywelyn, encore adolescent monta une armée contre eux. En 1194, aidé par ses cousins, Gruffydd et Mardudd ap Cynan, il battit Dafydd à l'embouchure de la rivière Conwy. Rhodri mourut en 1195, puis Llywelyn finit par capturer Dafydd et l'expulsa hors du Gwynedd. En 1199, il prit le château de Mold.

## Renforcement

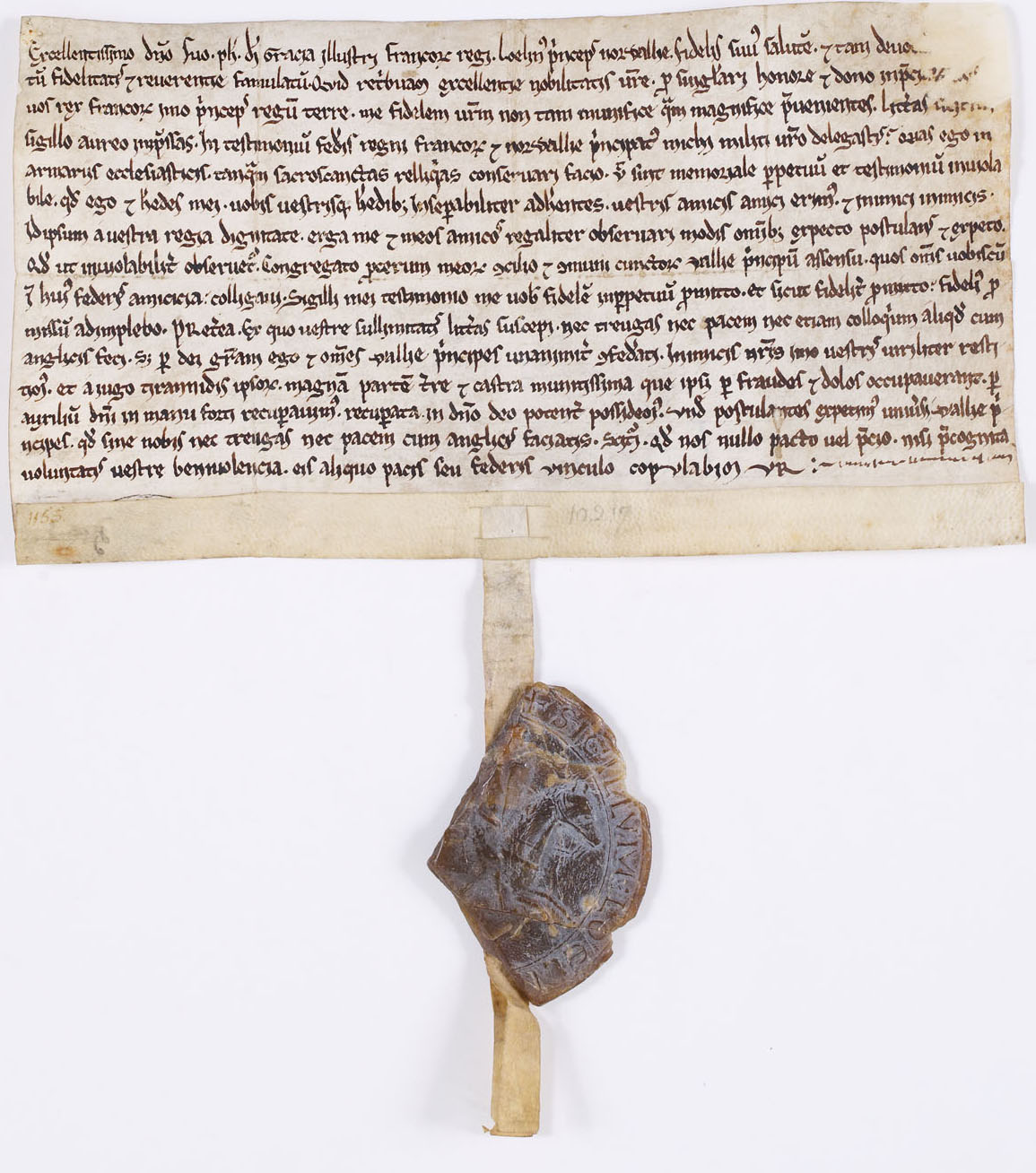
Lettre de Llywelyn le Grand à Philippe Auguste l'assurant de sa fidélité à l'alliance qu'ils ont conclue contre l'Angleterre, leur ennemi commun. Acte en latin sans lieu ni date et scellé d'un sceau équestre sur simple queue de parchemin. Archives nationales de France.

En 1205, il renforça sa position politique en épousant Jeanne d'Angleterre, fille illégitime du roi Jean d'Angleterre. Il avait auparavant négocié avec le Pape Innocent III son mariage avec la veuve de son oncle Rhodri, la fille de Reginald, le roi de l'île de Man. Mais lorsque se présenta l'occasion d'épouser Jeanne, il abandonnera ce projet.
Son principal rival de l'époque au Pays de Galles était alors Gwenwynwyn ap Owain de Powys. Lorsque celui-ci se brouilla avec le roi Jean en 1208, Llywelyn en profita pour annexer à son royaume le Powys méridional ainsi que le Ceredigion septentrional. En 1210 les relations entre Llywelyn et le roi Jean s'envenimèrent et ce dernier restaura l'autorité de Gwenwynwyn. En 1211, Jean envahit le Gwynedd et Llywelyn perdit toutes ses terres de l'est de la rivière Conwy.
En 1212, il s'allia avec d'autres rois gallois et parvint à récupérer la plupart de ces territoires. En 1213 il prit les châteaux de Deganwy et de Rhuddlan. Llywelyn s'allia alors avec les barons qui avaient contraint Jean à signer la Magna Carta. Il captura Shrewsbury en 1215. Cette même année, Ednyfed Fychan fut nommé sénéchal de Gwynedd et collabora de façon très étroite avec le règne de Llywelyn.
Llywelyn se plaça comme le souverain des rois gallois indépendants et captura Carmarthen, Cardigan et Cilgerran. À Aberdyfi en 1216 il leva ce que l'on pourrait appeler un parlement gallois dans lequel étaient jugées des prétentions territoriales de chacun des seigneurs de moindre importance. Au cours de la même année, Gwenwynwn s'allia au roi Jean, mais fut à nouveau expulsé, cette fois définitivement, du Powys méridional.
À la mort du roi Jean en 1218, Llywelyn conclut avec son successeur, Henri III, le traité de paix de Worcester, qui lui assurait la légitimité de ses conquêtes. 
En 1220 démarrèrent les hostilités avec Guillaume le Maréchal, baron de Pembroke. Llywelyn rasa les châteaux de Narberth et Wiston et brûla la ville de Haverfordwest. Il assiégea le château de Pembroke, mais accepta d'abandonner en l'échange de 100 livres. Lors d'une contre-attaque des Maréchal, il perdit Cardigan et Carmarthen en 1223.

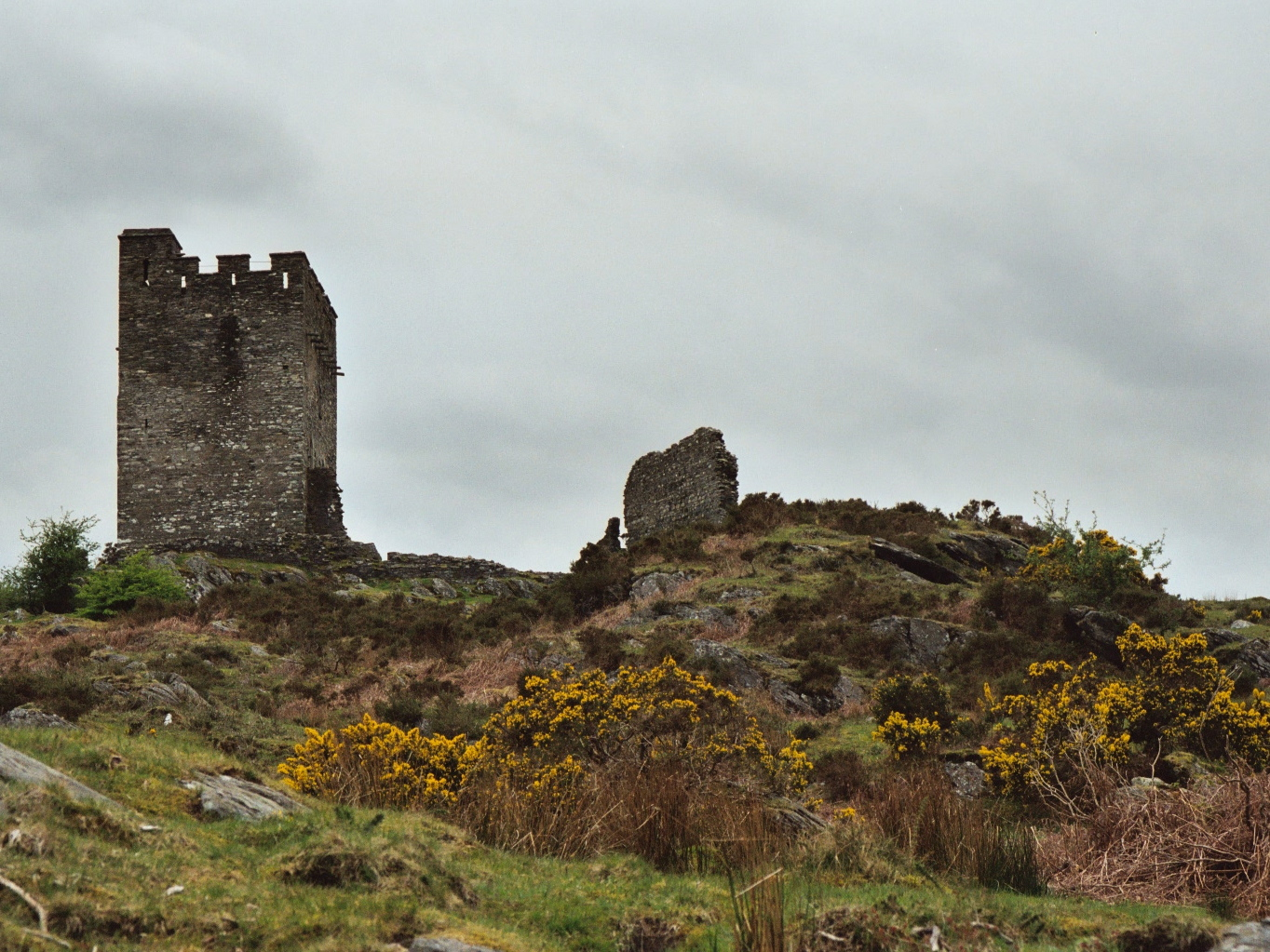
Ruines du château de Dolwiddelan

En 1228, Hubert de Burgh reçut la seigneurie et le château de Montgomery des mains d'Henri III et commença à menacer les terres de Llywelyn. Henri III leva une armée pour aider Hubert tandis que ce dernier faisait construire un château dans le comté de Ceri. Néanmoins, en octobre, l'armée royale dut battre en retraite et Henry III fit détruire le château à demi bâti en échange de 2000 livres payées par Llywelyn. Llywelyn demanda exactement la même somme pour la rançon de Guillaume de Briouze, seigneur d'Abergavenny, qu'il avait capturé pendant la bataille.
En 1231, Llywelynn commença à s'inquiéter de l'accroissement du pouvoir de Hubert de Burgh. Certains de ses hommes avaient été faits prisonniers et décapités par la garnison de Montgomery. Llywelyn brûla Montgomery, Hay, Radnor et Brecon en guise de représailles avant de se tourner vers l'ouest et de capturer les châteaux de Neath et de Kidwelly. Il acheva sa campagne en prenant le château de Cardigan. Henri III riposta en lançant une invasion et en construisant un château à Painscastle, mais il ne parvint pas à pénétrer très profondément dans le Pays de Galles. Les négociations continuèrent jusqu'en 1232, puis en 1233 une dispute éclata entre Richard le Maréchal, qui avait succédé à Guillaume comme baron de Pembroke, et Henri III. Llywelyn en profita pour s'allier avec lui contre la couronne.
En 1234, Henri III fit une trêve de deux ans avec Llywelyn en signant le traité de Middle. Llywelyn garda Cardigan et Builth et le traité fut renouvelé d'année en année jusqu'à la fin de son règne.
Llywelyn était un célèbre constructeur de châteaux. Parmi ses chefs-d'œuvre figurent le château de Deganwy et de Castell y Bere.

## Les problèmes matrimoniaux
Le mariage de Llywelyn et de Jeanne ne fut pas commun. Après la naissance de l'héritier légitime et de quatre filles : 
- Dafydd ap Llywelyn ,
- Gwenlilian († 1281) épouse de William de Lacy
- Elen épouse John le Scot († 1237), comte de Chester, puis en secondes noces Robert de Quincy
- Glawdys Ddu épouse de Reginald de Braose († 1232) et de Ranulf de Mortimer,
- Margaret épouse de John de Braose de Gover († 1232) puis de Walter Clifford († 1263)

Jeanne trompe Llywelyn avec Guillaume V de Braose un noble anglo-normand du sud du Pays de Galles qui s'était allié avec Llywelyn en offrant sa fille Isabella au fils de Llywelyn, Dafydd. Quand de Braose fut surpris dans la chambre de Jeanne en 1230, Llywelyn le fit pendre. Ce châtiment était délibérément humiliant dans la mesure où il était réservé aux roturiers ou aux cas de haute-trahison. Jeanne fut emprisonnée, mais elle fut pardonnée et retrouva son rang de princesse. Elle mourut en 1237.
Par ailleurs d'une liaison avec Tangwystl fille de Llywarch Goch de Rhos, il eut un fils aîné illégitime:
- Gruffydd ap Llywelyn Fawr

## Préparations à la succession
Dans ses dernières années, Llywelyn fit beaucoup d'efforts afin de s'assurer que son seul fils légitime, Dafydd, hérite du Gwynedd, et pour éviter que le royaume ne soit partagé entre lui et son demi-frère, Gruffydd, qui selon la loi galloise avait des droits égaux sur l'héritage. Llywelyn s'opposa à cette tradition en nommant Dafydd son unique héritier. Il considérait que la coutume galloise assurant des droits égaux à l'héritage pour les héritiers mâles empêchait une politique d'union du Pays de Galles efficace. En 1238, il tint un conseil à l'abbaye de Strata Florida où il enjoignit aux autres rois gallois de jurer fidélité à Dafydd. Il enjoignit également au Pape Honorius III de déclarer sa femme Jeanne fille légitime du roi Jean, toujours dans un souci d'asseoir la position de Dafydd.

## Mort et succession
Llywelyn mourut en 1240 à l'abbaye d'Aberconwy qu'il avait fondée. Celle-ci fut ensuite transférée à Maenan, près de Llanrwst et la stèle funéraire de Llywelyn peut être vue à l'église paroissiale de Llanrwst.
Son fils illégitime, Gruffydd se tua en tentant de s'échapper de la tour de Londres en 1244, laissant ainsi le champ libre à Dafydd, mais ce dernier mourut sans héritier en 1246. Son neveu Llywelyn le Dernier, le fils de Gruffydd, lui succéda.

## Sources
- (en) Kari Maund, The Welsh Kings: Warriors, warlords and princes, Mill Brimscombe Port Stroud, The History Press, 2006 (ISBN 9780752429731), p. 118,171,181-203,208, 211,218, 228, 230, 243-44, 245
- (en) Timothy Venning, The Kings & Queens of Wales, Mill Brimscombe Port Stroud, Amberley Publishing,, 2013 (ISBN 9781445615776), p. 72, 90-95, 97, 121-22, 143-44, 195
- (en) David Walker, Medieval Wales, Cambridge, Cambridge University Press, 1990 réédition 1999 (ISBN 0521311535), p. 49, 52-55, 58, 83, 92-97, 99-110, 115, 122, 132, 150, 154, 158